# الخط السعودي
الخط السعوي، هو خط طباعي جديد أطلقته وزارة الثقافة السعودية في 16 أبريل 2025 مع الخط الأول بهدف إحياء روح الخط العربي المستلهم من أقدم النقوش والمصاحف، وتعزيز حضوره في العصر الرقمي، بما ينسجم مع مستهدفات رؤية السعودية 2030 في الاهتمام باللغة العربية والفنون والثقافة، ويُجسد الخط السعودي توجهًا عصريًا يحمل اسم السعودية، ليكون نموذجًا مرنًا يلبي الاحتياجات الوطنية والتطبيقات الحديثة. كما طورت الوزارة عدة خطوط أخرى منها: (خط عام الحرف اليدوية، خط عام الإبل، خط عام الشعر العربي، خط المصمك، خط الوتد، خط النسيب).

## تطوير الخط السعودي
طور الخط السعوي والخط الأول استنادًا إلى دراسة علمية دقيقة للنقوش الصخرية القديمة، والمصاحف الإسلامية المبكرة، إذ يحلل قواعد الكتابة والبنية الجمالية للحرف العربي كما ظهر في القرن الأول الهجري، ما مكن الباحثين والمصممين من صياغة قواعد كتابية جديدة تمثل هذا التراث العريق في قالب معاصر ومرقمن.
وتم رقمنة الخطين وفق معايير تصميم احترافية تضمنت تحديد أبعاد الحروف، وإضافة التشكيل، والنقاط، وعلامات الترقيم، مع تطوير وزنين مختلفين (عادي وعريض) لكل خط، لتمكين استخدامه على منصات متعددة لأكثر من 100 مليون مستخدم حول العالم.
واستُلهِم مشروع الخطين من نقوش أثرية ومصاحف محفوظة في مكتبات عالمية مثل “عربي 330” و”عربي 331”، إلى جانب النقوش الصخرية الواقعة بين مكة المكرمة والمدينة المنورة، حيث أظهرت التحليلات تشابهًا لافتًا في الهوية البصرية وأسلوب الكتابة.
شارك في تنفيذ الخطين عدة خبراء محليين ودوليين ضمن فريق الباحثين المسهمين بالمشروع، بدعمٍ من الهيئة السعودية للملكية الفكرية، ودارة الملك عبدالعزيز، ومبادرة مركز الأمير محمد بن سلمان العالمي للخط العربي، ونُفذت وفق خمس مراحل تضمّنت أدوارًا بحثية متعددة شملت البحث والتحليل من خلال الزيارات الميدانية، واستخلاص وتحليل النصوص، وتطوير النماذج الأولية، وإعادة رسم الخط، وتكوين القواعد الكتابية، وتطوير القواعد الجمالية، والنسب للحروف، إضافةً إلى تطوير التطبيقات وأساليب الخط، ثم المراجعة والتقييم النهائي، ليخرج المشروع بمجموعةٍ من المخرجات منها تطوير الخط العربي بهويته الأولى، وترقيمه عبر تطبيقات الخط المؤصل، ورسم هذا الخط، ووضع قواعد فنية وجمالية له، ووضع أبجدية فنية تعليمية لأصول الخط، وقواعده البسيطة، ورقمنته، وتوفيره.

## تاريخ ونشأة وتطور الخط العربي
استلهم الخط السعودي والخط الأول من الخط العربي القديم الذي نشأ وتطور في شبه الجزيرة العربية، تحديداً في مملكة الأنباط، حيث اشتق الخط العربي من اللغة الآرامية. وعرف بدايةً بالخط النبطي قبل 200 سنة من الميلاد، وكان يستخدم في غرب وشمال السعودية، مروراً بالشام وسيناء وحتى إيطاليا، وظل يستخدم حتى القرن الثالث الميلادي (أي قبل 1800عام)، ومع سقوط مملكة الأنباط حدث تغيراً في الخط مما أدى إلى تطوره إلى الخط النبط – عربي عام 300 ميلادي الذي استخدم في المراسلات بين ملوك مملكة الأنباط، ومع تغير الأدوات والمواد المستخدمة في الكتابة من النقش على الصخور إلى الكتابة على مواد ناعمة الملمس مثل الجلود والورق، تغير إلى الخط العربي البدائي في منتصف القرن الخامس الميلادي (470 م)، أي قبل الهجرة النبوية بـ160سنة، وكتب به المصحف الشريف بنسخه الأولى، ودون الحديث النبوي، والمخطوطات القديمة والكتب. عبر الخط العربي بتغيرات وتطورات عدة متأثراً بالأوضاع الثقافية والسياسية في المنطقة العربية خلال 600 سنة حتى أصبح الخط العربي الذي نعرفه ونكتب به اليوم. 
اكتشف الباحثون 45 نقشاً لخطوط مختلفة تنوعت ما بين المسند والنبطي والثمودي وغيرها، 41 من هذه النقوش موجود في السعودية مما يدل على أن الخط العربي نشأ وتطور في السعودية. انتشر الخط العربي مع انتشار الإسلام وكتابة المصحف الشريف، والرحلات التجارية، وأصبح الخط العربي الخط الرسمي لأكثرمن 30 لغة في ثلاث قارات مختلفة. وتطور بعدها لآلاف الخطوط وأصبح فناً وهواية. 
وفي عام 2022 نجحت مبادرة قادتها السعودية بالتعاون مع 15 دولة ناطقة باللغة العربية، في إدراج الخط العربي ضمن قائمة التراث الثقافي غير المادي لـ"اليونيسكو". وقبل ذلك بعام، اختارت السعودية أن يكون 2021 عاماً مميزاً للخط العربي تحتفي فيه وزارة الثقافة برمز من رموز هوية السعودية.